# Riccardo Bonacina
Riccardo Bonacina (Lecco, 15 agosto 1954 – Roma, 11 dicembre 2024) è stato un giornalista, conduttore televisivo, autore televisivo, conduttore radiofonico e autore radiofonico italiano.

## Biografia
Laureato in letteratura italiana all'Università Statale di Milano, fu autore di studi su Antonin Artaud e Luigi Pirandello. 
Giornalista dal 1985, da gennaio 1990 fu caporedattore delle news per il primo telegiornale delle reti Fininvest, Studio Aperto. Da aprile 1991 fu in Rai dove creò la testata giornalistica televisiva Il coraggio di vivere, che verrà trasmessa da Rai 2, incentrata sul volontariato e sulle emergenze sociali.
Nell'ottobre 1994 fondò la società editoriale che pubblica Vita, settimanale dedicato interamente a chi fa volontariato, di cui assunse la direzione. Nel 1998 al settimanale si affiancò il sito di informazione sui temi della responsabilità individuale e collettiva. Nel 2001 la direzione passò a Giuseppe Frangi, mentre Bonacina assunse la direzione editoriale del gruppo. Nel 2012 il settimanale si trasformò in mensile e nell’aprile 2016 si rinnovò nella forma del Bookazine.
Dal gennaio 1995 Bonacina fu ideatore, autore e conduttore di Radio Help, un programma radiofonico quotidiano, in onda su Rai Radio Uno, che dava voce alle associazioni di volontariato e alla società civile e che mise a disposizione dei cittadini uno spazio in cui porre quesiti, chiedere informazioni, lanciare appelli. Dall'ottobre 1997 condusse, insieme a Emanuela Falcetti, la trasmissione quotidiana Lavori in corso su Rai Radio Uno. Nell'ottobre 1999 fu ideatore e conduttore della trasmissione radiofonica settimanale Senza fine di lucro su Radio 24.
Nell'aprile 1998 fu animatore e conduttore della Prima Convention Italiana della solidarietà a Padova, dove il Presidente del Consiglio Romano Prodi con i ministri Treu e Turco siglò un patto con le organizzazioni del Terzo settore. Dal 1997 fu fondatore di Ethica insieme al cardinale Ersilio Tonini, col quale svolse attività di controllo e di garanzia per il "Fondo di investimento etico" del San Paolo Fondi di Torino. Con il settimanale "Vita" svolse la stessa attività di controllo e di garanzia per l'impiego dei fondi raccolti dal Comitato italiano del sostegno a distanza con la Partita del cuore 1998. 
Nel maggio 2004 portò al debutto Vitachannel con due produzioni, Vitamina, programma settimanale per web television, e "Senza fini di lucro", rubrica settimanale che condusse su Sky TG24 che però ebbero vita breve. Nel dicembre 2010 fu autore e conduttore con Claudia Koll di Undicesimo comandamento, per il nuovo canale televisivo Arturo.
Nel gennaio 2005 promosse il progetto di un mensile, Communitas, che esordì a febbraio 2005. Dal 2012 la rivista continuò solo nella versione online.
Nel luglio 2020 ritornò su Rai 2, sia come autore che come esperto in video con la trasmissione L’Italia che fa, condotta da Veronica Maya.
Nel 2012 in collaborazione con Feltrinelli editore diede vita alla Collana Vita-Feltrinelli. A inizio 2013 pubblicò l'ebook Non profit, nella collana “Sai cos'è” di Bruno Mondadori e nel 2014 il dialogo con il cardinal Angelo Scola, L’amicizia come virtù civica.
Da tempo malato, è morto nel 2024, a 70 anni.  Poco prima del decesso aveva eliminato il proprio account su X, non approvando la condotta di Elon Musk. 

## Riconoscimenti
- Per il Coraggio di vivere ricevette nel 1994 il premio della critica televisiva (Aicrt) come migliore autore tv[12][13][14].
- Nello stesso anno ottenne il premio “Navicella”, dell'Ente dello spettacolo, come miglior conduttore di programmi di informazione[14][15].
- Con Radio Help vinse nel novembre 1996 il premio annuale per l'informazione della Fondazione Merloni[15].
- Nel luglio 2000 ricevette il premio Premiolino per la qualità di un settimanale dedicato alla solidarietà come "Vita": la motivazione completa del premio recita: "Per aver ideato e realizzato un settimanale, unico in Europa, dedicato esclusivamente al mondo della solidarietà senza rinunciare alla vivacità e all'acume tipici del miglior giornalismo. Esemplare in proposito la campagna per la remissione dei debiti a 52 paesi del Sud del mondo"[16][17].
- Nel luglio 2005 gli venne assegnato il premio Colombe d'oro per la Pace promosso da IRIAD e dalla Presidenza della Repubblica[12][18].
- Nel dicembre 2012 ricevette il Premio Internazionale “Giornalisti e società. La professione giornalistica al servizio dell'uomo”, assegnatogli da Ucsi.[19]